# Atherigona truncata
Atherigona truncata är en tvåvingeart som beskrevs av Fritz Isidore van Emden 1940. Atherigona truncata ingår i släktet Atherigona och familjen husflugor. Inga underarter finns listade i Catalogue of Life.